# Fat Sound
Albums de Bad Manners
Return of the Ugly
(1989) Heavy Petting
(1997)
Fat Sound est le septième album studio de Bad Manners, sorti en 1992.

## Liste des pistes
| No  | Titre                        | Auteur                                  | Durée |
| --- | ---------------------------- | --------------------------------------- | ----- |
| 1.  | Mambo/Ska No. 8              | Perez Prado                             | 2:04  |
| 2.  | Do the Creep                 |                                         | 2:10  |
| 3.  | I Can't Stand the Rain       | Ann Peebles, Don Bryant, Bernard Miller | 3:37  |
| 4.  | Crazy Over You               | Charlie Jones                           | 2:37  |
| 5.  | Feel Like Jumping            | Marcia Griffiths                        | 3:40  |
| 6.  | Midnight Rider               | Greg Allman                             | 3:33  |
| 7.  | Skinhead Love Affair         |                                         | 1:46  |
| 8.  | Voices in Your Head          |                                         | 3:03  |
| 9.  | The First Cut Is the Deepest | Steven Georgiou                         | 3:47  |
| 10. | Wet Dream                    | Max Romeo                               | 3:25  |
| 11. | Stop Making Love Beside Me   | B.B. Seaton                             | 2:35  |
| 12. | Pig Bad                      | Pig Bag                                 | 3:25  |
| 13. | Mambo No. 5                  | Perez Prado                             | 2:04  |
| 14. | Teenager in Love             | Doc Pomus, Mort Shuman                  | 3:01  |
| 15. | Lola                         | Ray Davies                              | 3:51  |

## Formation
- Buster Bloodvessel - Chant & Production
- Louis Alphonso - Guitare, Chœurs
- Martin Stewart - Clavier
- Chris Kane - Saxophone ténor
- Winston Bazoomies - Harmonica
- David Horne - Guitare
- Paul Seacroft - Guitare
- Mark Pinto - Basse
- Nicky Welsh - Basse
- Matt Godwin - Saxophone baryton, Chœurs
- Ian Fullwood - Saxophone ténor
- Jan Brahms - Trombone
- Rico Rodriguez - Trombone
- Jon Preston - Trompette
- Alex Arudel - Trompette
- J.T. - Violon
- The Billy - Harpe
- Longsy D - Batterie, Mixage, Producteur
- Pete Carr - Ingénieur, Production
- Steve Oldham - Batterie
- Perry Melius - Batterie
- Spider - Chœurs
- UHT - Chœurs
- Recorded at F2 Studios & The Beat Farm in London and at Time Studios, NYC
- Mastered at Vielklang Studio, Berlin